# Kachetien
Kachetien (georgisch კახეთი Kacheti; vollständig კახეთის მხარე Kachetis Mchare) ist eine Verwaltungsregion im Osten Georgiens und der Name eines historischen Staates in diesem Gebiet an den Südhängen des Großen Kaukasus.

## Geschichte

### Entstehung
Das Fürstentum Kachetien entstand Mitte des 8. Jahrhunderts, als es sich vom Emirat von Tiflis (ehemaliges Königreich Iberien) abspaltete. Der Ausgangspunkt der Staatsbildung war das Gebiet der Zanaren (das heutige Chewi) und die umliegende gebirgige Region, die sich den arabischen Tributforderungen entzogen. Trotz mehrerer Versuche der Araber, das Gebiet wieder unter ihre Herrschaft zu bringen, konnte es seine Selbstständigkeit erhalten. So entwickelte sich bis zum Beginn des 9. Jahrhunderts ein festes Machtgebilde Kachetien. Es wurde auch zunehmend mächtiger als das unter arabischem Einfluss stehende Emirat. Seine Hauptstadt war nach der Ausdehnung bis ins Flachland erst Bododschi, dann im 11. Jahrhundert Telawi.

### Aufstieg des Fürstentums
Um das Jahr 900 unter Fürst Grigol beherrschte Kachetien auch das Fürstentum von Innerkartlien. Danach entbrannte ein Kampf um Kartlien, den Grigol verlor, woraufhin er nur wenige Gebiete Kartliens behalten konnte. Kachetien unterstützte das Emirat von Tiflis gegen die Araber. 853 fügten die Kacher den arabischen Truppen unter Bugha herbe Verluste zu. So wurden diese aus Georgien weitgehend verdrängt; das Emirat in Kartlien stellte für Kachetien keine Bedrohung dar. Doch in dem verheerenden Feldzug des arabischen Emirs Abul-Kasim 908 bis 914 gegen Georgien fielen die Burgen Udscharma und Botschorma in arabische Hand. Doch ging der Feldzug für die Kachen so noch recht glimpflich aus.
Kachetien konnte sein Gebiet mehrmals auf Kosten Heretiens vergrößern. So beanspruchte Kachetien in der zweiten Hälfte des 9. Jahrhunderts westliche Gebiete von Heretien für sich, die jedoch in den 30er Jahren des 10. Jahrhunderts verloren wurden. In den 60er Jahren desselben Jahrhunderts eroberte Heretien auch einige kachetische Gebiete, da dieses zugleich einen Krieg gegen das erstarkte Egrisi-Abchasien führte. Ende des 10. Jahrhunderts gelang es Kachetien, Heretien gänzlich zu vereinnahmen. Es gehörte dann zu den mächtigsten georgischen Staaten. Es gelang den Kachetiern jedoch nicht, die Besetzung von Innerkartlien durch Tao-Klardschetien und die Vereinigung von Tao-Klardschetien und Egrisi-Abchasien zu einem vereinten Königreich Georgien im Jahr 1000 zu verhindern.

### Vereinigung Georgiens
Bagrat III., seit 1008 König des ganzen Königreichs Georgien, wollte die Vereinigung Georgiens vollenden und eroberte Kachetien wie auch Heretien. Doch unter seinem Sohn Giorgi I., der den Thron 1014 bestieg, lösten sich Heretien und Kachetien wieder von seinem Reich. Danach versuchten die georgischen Könige oft, Kachetien-Heretien zu erobern. Besonders Bagrat IV. unternahm mehrere Kriegszüge mit wechselndem Erfolg. In den 1060er Jahren gelang es Bagrat, Kachetien-Heretien bis zum Oberlauf des Alasani zu erobern. Doch dann fielen die Seldschuken in das Land ein und der kachetische König Aghsartani verbündete sich mit ihnen. So blieb die Unabhängigkeit Kachetiens erhalten, auch nachdem Bagrat von Georgien Kachetien 1067 nahezu wieder erobert hatte. Eine Streitmacht aus Armeniern, Kachen, Seldschuken und Tblisern drang 1068 nach Georgien vor, wurde aber zurückgeschlagen.
In den Unruhen nach Bagrats Tod unter Giorgi II. besetzten die Kachen 1072 das Ksani-Gebiet. Als dann aber die Seldschuken in Georgien einmarschierten, unterstützten die Kachen den georgischen König.
König Dawit IV. von Georgien vereinigte Kachetien-Heretien 1104 endgültig mit dem georgischen Königreich.

### Teil Georgiens und mongolische Eroberung

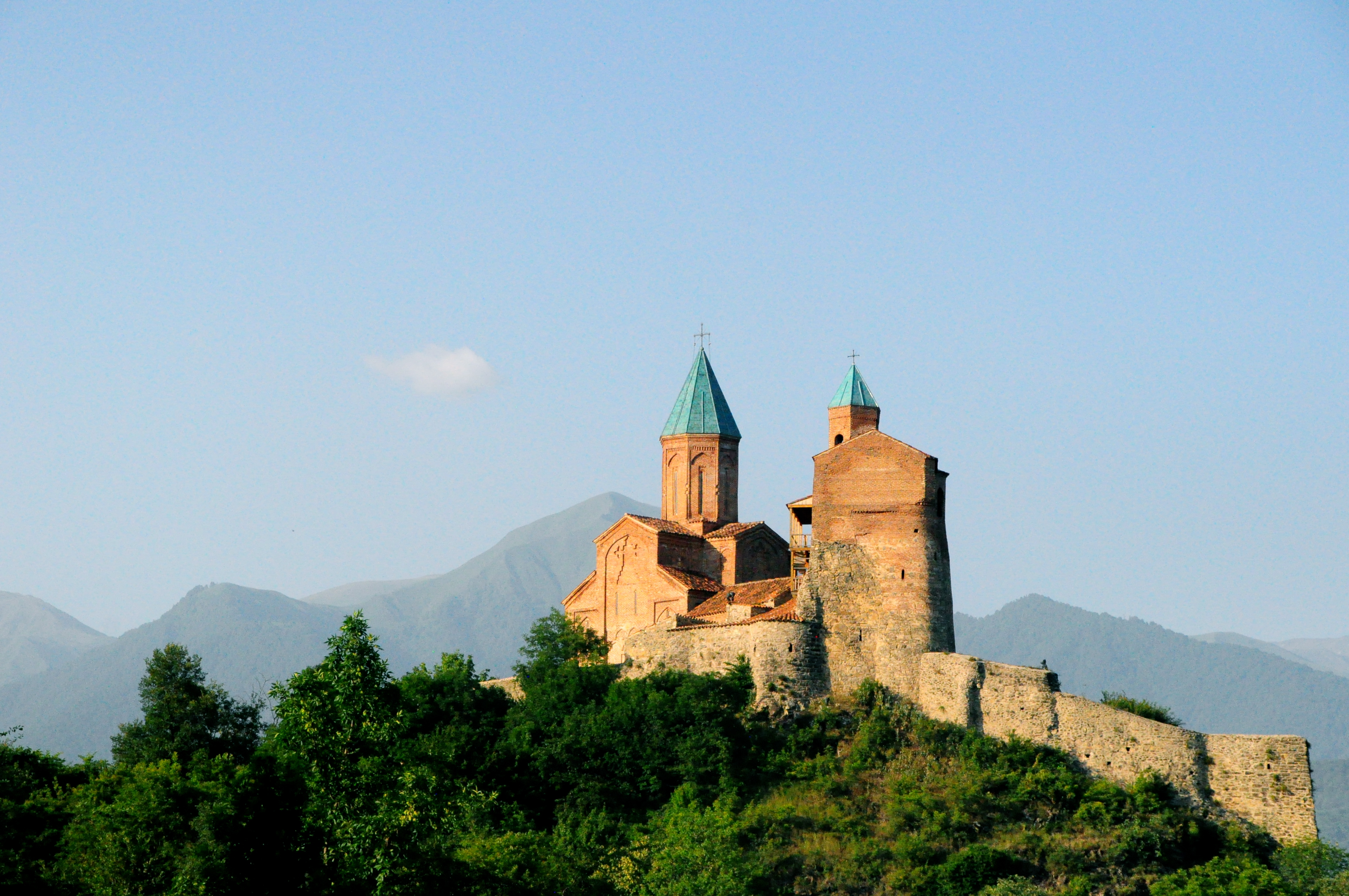
Ruine der Burg Gremi

Dawit IV. gliederte Kachetien mit Unterstützung der lokalen Fürsten in seinen zentralisierten georgischen Staat ein. Dieser war zu diesem Zeitpunkt der mächtigste in der Kaukasusregion.
Nach der Eroberung Aserbaidschans 1225 durch den Herrscher von Choresmien, Dschalal ad-Din, der von den Mongolen bedrängt wurde, wollte dieser auch Georgien erobern. Dies wurde aber durch einen Aufstand in Aserbaidschan vorerst verhindert. Ein Jahr später aber besetzte er durch eine List Georgien bis zum Lichi-Gebirge und somit auch Kachetien. Auch eine Allianz der Georgier und der islamischen Staaten konnte ihn nicht besiegen.
Erst die Mongolen besiegten ihn 1230 und eroberten sein Reich, sodass Georgien für kurze Zeit wieder vereint war. 1235, als die Mongolen sich näherten, flohen der König und viele Fürsten nach Westgeorgien, und Ostgeorgien mit Kachetien fiel den Mongolen großteils kampflos in die Hände. So wurde Kachetien Teil des mongolischen Reiches, was im Friedensvertrag von 1242 nochmals festgelegt wurde. Nach dessen Teilung kam Kachetien 1254 zum Il-Chan-Reich. Es kam zwar in der Folgezeit häufig zu Aufständen, die jedoch alle erfolglos blieben.

### Von der neu erworbenen Unabhängigkeit bis heute
In den 1460er Jahren wurde Kachetien erneut ein unabhängiges Königreich. 1762 wurde es mit dem Königreich von Kartlien vereinigt und bildete so einen der größten der damaligen georgischen Staaten. Durch die andauernden persischen Invasionen Ende des 18. Jahrhunderts geschwächt, wurde das Königreich Kartlien-Kachetien 1801 vom Russischen Reich annektiert.
Von 1918 bis 1921 war Kachetien Teil der Demokratischen Republik Georgien, 1922 bis 1936 der Transkaukasischen SFSR und von 1936 bis 1991 der Georgischen SSR.
Seit 1991 ist es eine Verwaltungsregion Georgiens. Die Hauptstadt ist Telawi. Es ist in acht Munizipalitäten (munizipaliteti) unterteilt, die nach ihren Verwaltungssitzen Achmeta, Dedopliszqaro, Gurdschaani, Lagodechi, Qwareli, Sighnaghi, Sagaredscho und Telawi benannt sind.

## Wirtschaft
Kachetien, eine sehr strukturschwache Region Georgiens, wird stark von der Agrarwirtschaft dominiert. Der Dienstleistungs- und Industriesektor liegt praktisch brach. Eine Ausnahme bildet der Tourismus, der ebenso wie die mit großen Anstrengungen vorangetriebene Modernisierung der Verkehrsinfrastruktur als der Sektor mit dem größten Potenzial erkannt worden ist.

### Landwirtschaft
Die Hauptstadt Tiflis wird täglich mit dem in Kachetien vornehmlich im Alasani-Becken angebauten Obst und Gemüse beliefert. Dort findet auch der Weinanbau statt, der diesen überaus fruchtbaren Teil Georgiens prägt. Vor allem in Kwareli, Telawi und Tsinandali wird Wein produziert, der auch international bestehen kann und immer wieder mit einschlägigen Preisen ausgezeichnet wird.

### Tourismus
Kachetien ist die von Touristen am meisten besuchte Region Georgiens. Verkehrstechnisch ist sie recht gut an die Hauptstadt angebunden, so dass die touristischen Ziele auch für Tagesausflügler erreichbar sind. In den touristisch erschlossenen Gebieten ist eine für georgische Verhältnisse außerhalb der Hauptstadt gut entwickelte Infrastruktur vorhanden, sowohl im Hinblick auf Unterkünfte als auch im Hinblick auf die kulinarische Versorgung. Die am meisten besuchten Ziele in Kachetien stellen die Städte Sighnaghi, welches von der Regierung des früheren georgischen Präsidenten Saakaschwili als Vorzeigeort zumindest im Zentrum aufwändig saniert und für den Tourismus erschlossen wurde, und die Hauptstadt Telawi dar. Der Tourismus in Kachetien lässt sich in drei Kategorien unterteilen: Kultur-, Natur- und kulinarisch interessierter Tourismus, der sich primär an den touristischen Gepflogenheiten des Landes orientiert, jedoch zunehmend auf zahlungskräftigere auswärtige Gruppen mit ihren andersartigen Ansprüchen ausgerichtet wird.

#### Kulturtourismus
An den zum Alasani-Tal hin gelegenen Hängen des zentralen Gombori-Kamms befinden sich, oft in abgeschiedener Lage, zahlreiche Sakralbauten von größter kunsthistorischer Bedeutung, deren Erschließung mit großer Priorität vorangetrieben wird. Im Südwesten, im Grenzgebiet zu Aserbaidschan und teilweise auf dessen Territorium, liegt das älteste Kloster Georgiens Dawit Garedscha.

#### Naturtourismus
Für Natur-Touristen bietet Kachetien ebenfalls Angebote. Im Norden befindet sich im Hauptkamm des Großen Kaukasus die Region Tuschetien, die für das Bergwandern recht gut erschlossen ist. Meist kleine Veranstalter bieten hier Trekking- und Reitwanderangebote an. Im mittleren Osten liegt der Lagodechi-Nationalpark mit seiner einzigartigen Fauna und Flora. Dessen geförderte touristische Nutzung für Wanderer zu Fuß und zu Pferd wird von der Parkverwaltung strikt organisiert und überwacht. Im Südosten Kachetiens, an der Grenze zu Aserbaidschan, befindet sich der von einem gänzlich andersartigen landschaftlichen Charakter geprägte Waschlowani-Nationalpark. Dessen Nutzung befindet sich im mehr oder weniger behutsamen Aufbau; insbesondere der Ökotourismus liegt im Fokus der Entwickler dieses noch jungen Nationalparks.

#### Kulinarischer Tourismus
In Kachetien werden Weinproben in nennenswertem Umfang touristisch angeboten. Hierfür existiert eine eigene Infrastruktur, die von Weinproben bei einzelnen Winzern bis hin zu solchen in eigens für diesen Zweck eingerichteten Hallen bei eher industriell erzeugenden Weinbaubetrieben reichen.